# Russische presidentsverkiezingen 1996
De Russische presidentsverkiezingen van 1996 vonden plaats op 3 juli 1996. De zittende Russische president Boris Jeltsin wil opnieuw verkozen worden voor een termijn voor vier jaar nadat hem dat eerder ook al lukte bij de 1991 presidentsverkiezingen. De eerste ronde vond plaats op 16 juni 1996. Boris Jeltsin en communistische uitdager Gennadi Zjoeganov bleven over in de tweede ronde op 3 juli, ze eindigde op de eerste en tweede plaats in de eerste ronde op 16 juni met 35% en 32% van de stemmen. Jeltsin won de tweede ronde met 53% van de stemmen ten opzichte van Zjoeganov's 40%. De inhuldiging vond plaats op 9 augustus.
In de peilingen voor de presidentsverkiezingen van 1996 leek het er op dat de communist Gennadi Zjoeganov ging winnen, waardoor Boris Jeltsin en de zes leidende media bazen een deal sloten waardoor er in de Russische kranten en televisie zenders groots propaganda werd gemaakt voor Boris Jeltsin.

## Resultaten
| Resultaten van de eerste ronde | Resultaten van de eerste ronde                   | Resultaten van de eerste ronde | Resultaten van de eerste ronde |
| Kandidaat                      | Nominerende partij                               | Stemmen                        | %                              |
| ------------------------------ | ------------------------------------------------ | ------------------------------ | ------------------------------ |
| Boris Jeltsin                  | Onafhankelijk                                    | 26.665.495                     | 35,3                           |
| Gennadi Zjoeganov              | Communistische Partij van de Russische Federatie | 24.211.686                     | 32,0                           |
| Aleksandr Lebed                | Congres van Russische Gemeenschappen             | 10.974.736                     | 14,5                           |
| Grigory Yavlinsky              | Jabloko                                          | 5.550.752                      | 7,3                            |
| Vladimir Zjirinovski           | Liberale Democratische Partij van Rusland        | 4.311.479                      | 5,7                            |
| Michail Gorbatsjov             | Onafhankelijk                                    | 386.069                        | 0,5                            |
| Tegen allemaal                 | Tegen allemaal                                   | 1.163.921                      | 1,5                            |
| TOTAAL                         | TOTAAL                                           | 74,387,754                     | 74,387,754                     |

| Resultaten van de tweede ronde | Resultaten van de tweede ronde                   | Resultaten van de tweede ronde | Resultaten van de tweede ronde |
| Kandidaat                      | Nominerende partij                               | Stemmen                        | %                              |
| ------------------------------ | ------------------------------------------------ | ------------------------------ | ------------------------------ |
| Boris Jeltsin                  | Onafhankelijk                                    | 40.208.384                     | 53,8                           |
| Gennadi Zjoeganov              | Communistische Partij van de Russische Federatie | 30.113.306                     | 40,3                           |
| Tegen allemaal                 | Tegen allemaal                                   | 3.604.550                      | 4,8                            |
| TOTAAL                         | TOTAAL                                           | 74.706.645                     | 74.706.645                     |